# زيارة أمين الله
زيارة أمين الله، هي زيارة مرويّة في جميع كتب الزّيارات الشيعية يزور بها الشيعة أئمتهم الإثنی عشر حين الحضور عند مراقدهم وعن البعد من تلك المراقد أيضا. قال عنها المحدّث الشيعي شيخ عباس القمي: وينبغي المُواظبة عليها في جَميع روضات أهل البيت، وهي مروية بأسانيد معتبرة عن جابر بن يزيد الجعفي عن محمد بن علي الباقر عن أبيه زين العابدين الإمامين الخامس والرابع عند الشيعة الإثنی عشرية.

## سند الزيارة
رواها جابر بن يزيد الجعفي عن محمد بن علي الباقر فيما يُزار به أمير المؤمنين علي بن أبي طالب يوم الغدير.
وقد اسندها ابن قولويه القمي: حدثني أبو علي أحمد بن علي بن مهدي، قال: حدثني أبي علي مهدي بن صدقة الرقي، قال: حدثني علي بن موسى الرضا، قال: حدثني أبي موسى الكاظم، عن أبيه جعفر الصادق، قال: زار علي بن الحسين السجاد قبر أمير المؤمنين علي بن أبي طالب ووقف على القبر، فبكي ثم قال... إلخ.
ورواها السيد ابن طاووس  باختلاف يسير، عن ابن قرة، قال: أخبرنا محمد بن عبد الله، قال: أخبرنا أبى، قال: أخبرنا الحسن بن يوسف عميرة، عن أبيه، عن جابر بن يزيد الجعفي، عن أبي جعفر محمد بن علي، قال: «كان أبى علي بن الحسين قد اتّخذ منزله من بعد مقتل أبيه الحسين بن علي بيتا من شعر وأقام بالبادية، فلبث بها عدة سنين كراهة منه مخالطة الناس وملابستهم وكان يسير من البادية بمقامه بها إلى العراق زائرا لأبيه وجده، ولا يشعر بذلك من فعله».
قال محمد بن علي الباقر: «فخرج متوجها إلى العراق لزيارة أمير المؤمنين علي بن أبي طالب وأنا معه، وليس معنا ذو روح إلاّ الناقتين، فلما انتهى إلى النجف من بلاد الكوفة، وصار إلى مكانه منه، فبكی حتى اخضلت لحيته بدموعه، ثم قال... إلخ».

## الله في زيارة أمين الله
زیارة امین‌الله تدخل الزائر الی بحر معرفة الله تعالی ویطلب حاجاته منه مِن طریق باب الولایة مع السلام علی ولی الله الذی هو بمنزلة مفاتیح الدخول الی بحرِ المعرفةِ.
یطلب الزائر فی هذة الزیارة کمالات من الله تعالی مثل: 1. الاطمئنان بقدر الله والرضاء بقضاءه: «اللَّهُمَّ فَاجْعَلْ نَفْسِی مُطْمَئِنَّةً بِقَدَرِک رَاضِیةً بِقَضَائِک»، هذا الاطمئنان یمحو الهمّ والغم من الإنسان. 2. الشوق بذکر الله: «مُولَعَةً بِذِکرِک وَ دُعَائِک» متی یکون ذکر الله مع الولع والشوق یقرب الإنسان بالله تعالی. 3. العشق والمحبّة لاولیاء الله: «مُحِبَّةً لِصَفْوَةِ أَوْلِیائِک».
الغرضُ مِن خلق الإنسان، هو العبودیة ومعرفة الله تعالی. إنّ الله قرَّرَ وسائطٌ لِإرشاد الانسانِ لهذه الدرجة لکی یتوصّلَ الی الله ویتعالی منزلته مِن طریقِ التمسّک بها وهذا لا یمکن الّا بالتوصّل والتّمسّک بالأنبیاء والأولیاء لأنّ إطاعة الانبیاء والاولیاء یکون إطاعة الله تعالی. کما قال الله تعالی فی سورة النساء: «مَنْ یطِعِ الرَّسُولَ فَقَدْ أَطَاعَ اللَّهَ وَمَنْ تَوَلَّی فَمَا أَرْسَلْنَاک عَلَیهِمْ حَفِیظًا» وشرط الوصول بمحبّة الله طاعة النّبی واهل بیته کما قال الله تعالی: «قُلْ إِنْ کنْتُمْ تُحِبُّونَ اللَّهَ فَاتَّبِعُونِی یحْبِبْکمُ اللَّهُ وَیغْفِرْ لَکمْ ذُنُوبَکمْ وَاللَّهُ غَفُورٌ رَحِیمٌ». فالرسول والأئمة وسائط فیض الالهی فی التکوین والتشریع؛ فلهذا محبة بالنّبی واهل بیته لازمٌ لتحقّق الایمان بالله تعالی، لأنّ لزومَ الایمان والمحبّة بالله، الایمان والمحبّة بکلّ شخص الذی یحبّه الله ویأمر بطاعتهم. فلذلك يوصفون في الزيارة بمراتب محبتهم وقربهم إلى الله مثل: 1. مُحبوب السماوات والارض: «محبوبة فی ارضک وسمائک» 2. صبور علی المشقّات: «صابرة علی نزول بلائک» 3. شاکر لأنعم الله: «شاکرة لفواضل نعمائک» 4. الاشتیاق الی لقاء الله وقربه: «مشتاقة الی فرحة لقائک» 5. الالتزام بالتقوی: «متزودة التقوی لیوم جزائک» 6. عامل بسنن الانبیاء والاولیاء: «مُسْتَنَّةً بِسُنَنِ أَوْلِیائِک» 7. الابتعاد عن اخلاق الاعداء: «مُفَارِقَة لِأَخْلَاقِ أَعْدَائِک» 8. متیّم لحمد الله: «مَشْغُولَةً عَنِ الدُّنْیا بِحَمْدِک وَ ثَنَائِک». 
وبعد الدعا، ینجوی الزائر مع الله محبّاً ویطلب منه کی یستجیب دعاءه بحقّ محمد وآله، فانبیاء الله واولیاءه وسیلتنا لنتوصل الی الله وهدفنا من زیارة الاولیاء، الوصول الی الله.

## مضامين الزيارة
تحتوي الزيارة ـ رغم قِصرهاـ على مراتب ومقامات علي بن أبي طالب عند رؤية الشيعة:
- «اَلسَّلامُ عَلَيْكَ يا اَمينَ اللهِ في اَرْضِهَِ».
- «وَحُجَّتَهُ عَلى عِبادِه، اَلسَّلامُ عَلَيْكَ يا اَميرَ الْمُؤْمِنينَ».
- «اَشْهَدُ اَنَّكَ جاهَدْتَ فِي اللهِ حَقَّ جِهادِهِ».

## نص الزيارة
الزيارة المشهور التي رواها الشيخ الطوسي وابن قولويه القمي:
ثم تقول:
«اَللّهُمَّ اِنَّ قُلُوبَ الْمُخْبِتينَ اِلَيْكَ والِهَةٌ وَسُبُلَ الرّاغِبينَ اِلَيْكَ شارِعَةٌ وَاَعْلامَ الْقاصِدينَ اِلَيْكَ واضِحَةٌ وَاَفْئِدَةَ الْعارِفينَ مِنْكَ فازِعَةٌ وَاَصْواتَ الدّاعينَ اِلَيْكَ صاعِدَةٌ وَاَبْوابَ الاِْجابَةِ لَهُمْ مُفَتَّحَةٌ وَدَعْوَةَ مَنْ ناجاكَ مُسْتَجابَةٌ وَتَوْبَةَ مَنْ اَنابَ اِلَيْكَ مَقْبُولَةٌ وَعَبْرَةَ مَنْ بَكى مِنْ خَوْفِكَ مَرْحُومَةٌ وَالاِْغاثَهَ لِمَنِ اسْتَغاثَ بِكَ مَوْجُودةٌ وَالاِْعانَةَ لِمَنِ اسْتَعانَ بِكَ مَبْذُولَةٌ وَعِداتِكَ لِعِبادِكَ مُنْجَزَةٌ وَزَلَلَ مَنِ اسْتَقالَكَ مُقالَةٌ وَاَعْمالَ الْعامِلينَ لَدَيْكَ مَحْفُوظَةٌ وَاَرْزاقَكَ اِلَى الْخَلائِقِ مِنْ لَدُنْكَ نازِلَةٌ وَعَوآئِدَ الْمَزيدِ اِلَيْهِمْ واصِلَةٌ وَذُنُوبَ الْمُسْتَغْفِرينَ مَغْفُورَةٌ وَحَوآئِجَ خَلْقِكَ عِنْدَكَ مَقْضِيَّةٌ وَجَوآئِزَ السّائِلينَ عِنْدَكَ مُوَفَّرَةٌ وَ عَوآئِدَ الْمَزيدِ مُتَواتِرَةٌ وَمَوآئِدَ الْمُسْتَطْعِمينَ مُعَدَّةٌ وَمَناهِلَ الظِّمآءِ مُتْرَعَةٌ اَللّـهُمَّ فَاسْتَجِبْ دُعآئى وَاقْبَلْ ثَنآئى وَاجْمَعْ بَيْنى وَبَيْنَ اَوْلِيآئى بِحَقِّ مُحَمَّد وَعَلِىّ وَفاطِمَةَ وَالْحَسَنِ وَالْحُسَيْنِ اِنَّكَ وَلِىُّ نَعْمآئى وَمُنْتَهى مُناىَ وَغايَةُ رَجائى في مُنْقَلَبى وَمَثْواىَ» .
وفي كامل الزيارات زيادة :
«اَنْتَ اِلهى وَسَيِّدى وَمَوْلاىَ اغْفِرْ لاَِوْلِيآئِنا وَكُفَّ عَنّا اَعْدآئَنا وَاشْغَلْهُمْ عَنْ اَذانا وَاَظْهِرْ كَلِمَةَ الْحَقِّ وَاجْعَلْهَا الْعُلْيا وَاَدْحِضْ كَلِمَةَ الْباطِلَ وَاجْعَلْهَا السُّفْلى اِنَّكَ عَلى كُلِّ شَىءْ قَديرٌ» 

## انظر ايضاً
- جابر بن يزيد الجعفي

## وصلات خارجية
- زيارة أمين الله بصوت الحاج حسين غريب

## الهوامش
1. ↑  الشيخ الطوسي ، مصباح المتهجد ص 738 .
2. ↑  ابن قولويه القمي ، كامل الزيارات ، باب 11 ص 92 حديث 1
3. ↑  السيد ابن طاووس، إقبال الأعمال فصل 13 في تعيين زيارة أمير المؤمنين يوم الغدير
4. 1 2 3 4 5 6 7 8 9 10 11  قمی، شیخ عباس، (1386)، «مفاتیح الجنان»، نشر مشهور، ص 692
5. ↑  نساء، آیه80
6. ↑  آل‌عمران، آیه31
7. ↑  روحانی نژاد، حسین، «درنگ و درایتی در زیارت امین الله»(تأمل في زيارة أمين الله)، مجلة ثقافة الزيارة (بالفارسية: فرهنگ زیارت)، 1389، العدد الخامس(شماره پنج)